# Septa mixta
Septa mixta is een slakkensoort uit de familie van de Ranellidae. De wetenschappelijke naam van de soort is voor het eerst geldig gepubliceerd in 1990 door Arthur & Garcia-Talavera.